# 하타 이쿠히코
하타 이쿠히코(秦郁彦, 1932년 12월 12일 ~ )는 일본의 역사학자, 현대사가이다. 전 니혼대학 법학부 교수. 야마구치현 출신. 일본군 위안부 문제 등 일본의 근현대사에 관한 연구나 저작으로 알려짐.

## 연구 및 주장
전공은 일본 근현대사, 제2차 세계대전을 중심으로 하는 일본의 군사 역사이다. 치밀하고 객관적인 실증을 중시하는 실증사가이다. 도쿄대학 재학 중에 마루야마 마사오의 지도로 A급전범을 포함한 구 일본군 장교들을 상대로 청취 조사를 벌였다. 일본군에 의한 위안부의 조직적 강제연행 가능성에 대해서는 부정적이다. 난징대학살의 경우 피해자를 최대 4만명이라고 주장했다. 도조 히데키는 극동국제군사재판이 아니더라도 사형에 처할 범죄자라고 주장했다.

## 같이 보기
- 요시미 요시아키